# Миялков, Йордан
Йордан Миялков (макед. Јордан Мијалков; 1932, Штип, Королевство Югославия — 19 декабря 1991, Вранье, Сербия) — македонский государственный деятель. С марта по декабрь 1991 года был первым министром внутренних дел независимой Македонии. 19 декабря 1991 года погиб в автокатастрофе в сербском городе Вранье.
Имел двух сыновней — Владимира и Сашо Миялковых, а его племянник Никола Груевский являлся в 2006—2016 годах премьер-министром Македонии.